# Glabellacythere
Glabellacythere is een geslacht van uitgestorven kreeftachtigen uit de klasse van de Ostracoda (mosselkreeftjes).

## Soorten
- Glabellacythere dolabra (Jones & Sherborn, 1888) Whatley, 1970 †
- Glabellacythere nuda Wienholz, 1967 †
- Glabellacythere reticulata Whatley, 1970 †